# Niwari (Uttar Pradesh)
Niwari è una suddivisione dell'India, classificata come nagar panchayat, di 9.919 abitanti, situata nel distretto di Ghaziabad, nello stato federato dell'Uttar Pradesh. In base al numero di abitanti la città rientra nella classe V (da 5.000 a 9.999 persone).

## Geografia fisica
La città è situata a 26° 59' 19 N e 79° 8' 17 E e ha un'altitudine di 143 m s.l.m..

## Società

### Evoluzione demografica
Al censimento del 2001 la popolazione di Niwari assommava a 9.919 persone, delle quali 5.324 maschi e 4.595 femmine. I bambini di età inferiore o uguale ai sei anni assommavano a 1.524, dei quali 840 maschi e 684 femmine. Infine, coloro che erano in grado di saper almeno leggere e scrivere erano 6.180, dei quali 3.669 maschi e 2.511 femmine.